# 에밀 뒤르켐
다비드 에밀 뒤르켐(David-Émile Durkheim, 1858년 4월 15일 ~ 1917년 11월 15일) 혹은 에밀 뒤르켐은 프랑스 사회학자이다. 사회학(Sociology)이라는 이름은 오귀스트 콩트에 의해 만들어졌지만 그 '사회학'이 도대체 뭘 어떻게 연구해야 하느냐에 대해서 제대로 제시한 것은 에밀 뒤르켐이 사실상 최초이며, 통계를 적극적으로 사용하는 현대사회학의 실증론적 기조를 창시했다고 보아도 과언이 아니다. 때문에 사회학의 종주(宗主)라는 평가가 존재한다.

## 생애
1858년 4월 15일 독일과 접경한 프랑스 로렌 지방의 작은 도시 에피날에서 5남매 중 막내로 태어났다. 아버지는 유대교 랍비, 어머니는 부유한 유대인 상인의 딸이었다. 8대조 이래 대대로 유대교 랍비를 지낸 유서 깊은 랍비 집안이었다. 어린 시절, 정규 학교 교육 외에 히브리어, 구약, 탈무드 등을 공부했으며, 철저히 유대교 규율을 지키는 금욕적 태도를 물려받았다.
1867년 뒤르켐은 에피날 중학교에 입학했는데, 두 차례 월반할 정도로 탁월한 학생이었다. 아버지는 랍비가 되기를 바랐으나, 뒤르켐은 파리에 위치한 고등사범학교에 진학해 교사가 되기로 결심했다. 파리 명문 루이르그랑 고등학교를 졸업한 뒤르켐은 두 번 고배를 마신 끝에, 간신히 고등사범학교에 입학했다.
고등사범학교 입학 이후, 뒤르켐은 점차 사회문제에 관심을 품기 시작했다. 프로이센-프랑스 전쟁의 패배, 제3공화정 수립, 산업화 이후의 계급 갈등 등으로 혼란에 빠진 프랑스 사회를 재조직하는 데 이바지하려는 학교 분위기 덕분이었다. 뒤르켐은 국가의 재건, 세속적 해방, 사회적, 경제적 조직이라는 세 가지 문제에 사로잡힌, 그리고 사회의 실증적 이해를 진척시키기 위해 노력한 젊은 지식인 중 한 사람이었다. 이 무렵, 그는 오귀스트 콩트의 실증주의적 태도에 영향을 받아 점차 유대교와 결별하고 세속주의를 추구하게 되었다. “전체는 부분의 합보다 크다.”라는 공리를 제시함으로써 인간적 삶의 사회적 차원을 강조하고, 자유와 정의의 조화라는 제3공화정의 공식적 형이상학(사회철학)을 제시한 철학자 샤를 르누비에(1815~1903), 『고대 도시: 그리스・로마의 신앙, 법, 제도에 관한 연구』(1864)로 유명한
역사학자로 역사학이 엄밀한 과학적 방법론에 기반해야 한다고 역설한 퓌스텔 드 쿨랑주(1830~1889), 모든 과학이 자신의 고유한 원리에 따라 설명되어야 한다고 주장한 철학자 에밀 부트루(1845~1921)가 스승으로서 그의 지적 성장을 이끌었다.
1882년 고등사범학교를 졸업한 뒤르켐은 1885년까지 고등학교 교사로 재직한 후, 유급 휴가를 얻어 독일 라이프치히 대학, 베를린 대학, 마르부르크 대학 등에서 공부했다. 1887년 보르도 대학의 사회과학 및 교육학 전임강사에 임용되었고, 그해 10월 유대인 여성 루이즈 줄라 드레퓌스와 결혼해 딸 마리 벨라와 다들 앙드레아르망을 두었다. 아들은 나중에 제1차 세계 대전에 참전했다가 전사했다. 고등학교에서 철학교사로 재직하던 시절, 그는 철학에서 사회학으로 이행하는 시기를 거친다.
1892년 소르본 대학에서 『사회분업론』으로 박사학위를 취득하고, 이듬해 이를 출간해 사회학자로서 첫발을 뗀다. 이 책에서 뒤르켐은 개인과 사회의 관계를 성찰하고, 기계적 연대와 유기적 연대라는 그의 사회학 전체를 관통하는 핵심 개념을 제시한다. 그의 사상은 몽테스키외, 장자크 루소, 알렉시 드 토크빌 등 르네 데카르트에서 뻗어 나온 프랑스의 지적 전통과 이마누엘 칸트, 빌헬름 분트, 카를 마르크스 등 독일의 지적 전통을 결합한 결과였다.
1894년 뒤르켐은 보르도 대학 부교수로 승진했고, 1896년 사회과학 담당 정교수로 임명되어 1902년까지 재직했다. 이 자리는 프랑스 대학 최초의 사회학 교수직으로 간주된다. 1902년 소르본 대학 교육과학 강좌 담당 전임강사로 임명되고 1906년 부교수, 1913년 정교수가 되어 1917년 뇌졸중으로 세상을 떠날 때까지 재직했다. 그가 정교수가 된 후 교육과학 강좌는 그의 소망에 따라 교육학과 사회학으로 변경되었다. 이는 프랑스 대학에서 사회학이라는 명칭이 붙은 최초의 강좌였다.
주요 저작으로 『사회학적 방법의 규칙들』(1895), 『자살론』(1897), 『종교 생활의 원초적 형태들』(1912) 등이 있다.

## 주장 이론

### 사회적 사실
원래 뒤르켐은 종교적/인종적 단일성이 깨진 근대 사회가 어떻게 통합과 응집성을 유지하는지에 관심을 가졌다. 근대 사회의 사회 생활을 연구하기 위해 뒤르켐은 사회 현상에 거의 처음으로 과학적인 접근을 시도했다. 사회학을 사회적 사실이라고 하는 객관적 현상을 연구하는 학문이라고 규정한다. 객관적이라고 하는 것은 관찰가능하다는 뜻이 아니라 개인의 주관을 초월한다는 뜻으로 이해하여야한다. 언어, 집합의식, 집단표상, 종교, 사회연대와 같은 것을 전형적인 사회적 사실로 보고 사회적 사실은 개인에 외재하면서 개인의 사고와 행동을 규제하는 강제력이 있다고 보았기 때문이다. 허버트 스펜서와 마찬가지로 뒤르켐은 사회의 여러 분야들이 어떻게 일상적으로 기능하는지 밝혀서 그 성격과 존재를 설명하고자 했다. 그래서 그를 기능주의 사회학의 선구자로 보기도 한다. 뒤르켐은 사회는 각 부분의 합 이상의 존재라고 주장했다. 사회적 사실은 각 개인의 행동에 종속되지 않는, 사회 그 자체로 존재하는 현상을 가리키는 말이다. 사회 구성원은 분명 자아와 개인 의식 및 자유를 가지고 있다. 그러나 어떤 외부적인 압박으로 인해 의식과 자유에 제한이나 구속을 받는 경우가 생기는데, 이 외부적 압박을 사회적 사실로 규정한다.

### 사회분업론
산업화 이전의 전통사회는 유사성에 토대한 사회적 연대가 이룩되었으나 노동분화가 고도화되고 사회구조가 복잡해짐에 따라서 이와 같은 기계적 연대가 상실된 것은 사실이나, 그렇다고 해서 산업사회에 사회적 연대가 완전히 파괴된 것은 아니라는 것이다. 노동분화가 진전됨에 따라 차이에 근거한 기능적 상호의존성으로 인하여 새롭고 고차적인 사회연대가 형성된다는 것이다. 분업의 기능은 사회적 연대 또는 사회통합을 증진시키는 데 있다.
- 기계적 연대 : 사회구조가 비교적 단순하고 노동분화가 이루어지지 않은 전통사회와 같은 단순한 사회에서는 사회구성원들이 유사성에 의해 강력하게 결속된다는 것을 뜻한다. 단순사회는 높은 수준의 사회통합을 유지한다. 전통사회는 그 사회의 집합의식을 위반하는 모든 행위는 범죄라 보고 이를 처벌하는 것은 곧 사회통합을 회복하는 하나의 중요한 기능이다. 따라서 전통사회의 법은 보복적이며 억압적이다. 폭) 넓다. 강도) 높다. 명확성) 높다. 내용) 종교적; 신성한 권력의 명령에 대한 헌신과 동조의 강조
- 유기적 연대 : 노동의 분화와 역할의 전문화가 고도화된 산업사회는 집합의식보다는 기능적 상호의존성에 의하여 사회가 결속되는 것을 뜻한다. 노동의 분화가 사회의 고차적인 연대의식을 수반한다는 관점이다. 산업사회의 노동분화과정은 개인간, 집단 간의 기능적 상호의존성을 증대시키고 상호의존성의 필요성은 보다 고차적인 연대의식 즉 유기적 연대의 객관적 토대가 된다고 보았다. 노동분화의 진정한 기능은 경제적 효용에 있다기 보다는 기능적 상호의존성을 통한 연대감 창출에 있고, 그래서 노동분화가 형성한 도덕적 효과에 있다는 것이다. 법에서도 차이가 보인다. 산업사회의 법은 범인을 적정한 교정절차를 거쳐 원래의 자리로 복귀시킴으로써 사회유기체의 상호의존적 기능이 정상화되도록 하는 데 목적이 있는 복귀법(배상적)이다. 폭) 좁다. 강도) 낮다. 명확성) 낮다. 내용) 세속적; 개인성을 강조
- 마르크스와 비교 : 마르크스는 산업사회의 노동분화가 협동적인 기능체계라기 보다는 구조적 불평등체계이기 때문에 적대적 계급대립을 초래하며, 이를 극복하기 위해서는 사회경제적 근본개혁이 필요하다고 보았다. 분업은 재산의 사적 소유에 기초하기 때문에 착취와 소외가 존재한다.
- 집합의식 : "동일 사회의 시민들이 공유하고 있는 신념이나 감정의 총체는 그 자체로서 생명을 갖는 명확한 체계를 형성한다. " 집합의식을 4개의 변수, 1) 폭 2) 강도 3) 명확성 4) 종교적 내용 대 세속적 내용이라는 변수로 개념화한다. 폭은 가치, 신념, 규칙들이 사회성원들이 공유하는 범위를 나타내고, 강도는 개인의 사고와 행동을 규제하는 능력의 정도를 의미하며, 명확성은 집합의식의 구성부분들의 명료성 정도를 표시한다. 내용은 집합의식 내의 종교적 상징과 세속적 상징의 비율과 관계있다.
- 사회변동 : 물질적 밀도(출생률, 이주, 인구의 집중도)의 증대는 도덕적(동태적) 밀도(상호작용의 증대)의 증대를 가져오고 이는 개인들간의 경쟁을 강화시킨다. 따라서 개인들이 투쟁을 피하기 위해서 전문화된 역할들을 상정하고 서로간에 교환관계를 수립해야만 한다. 이렇게 볼 때 분업은 바로 경쟁을 완화하는 매커니즘이다.

### 자살론
《자살론》에서 뒤르켐은 프랑스 법무부의 기록 문서를 이용해서 자살 관련 자료 2만 6000건을 분석한다. 이는 역사상 거의 최초로 통계적 방법에 바탕을 두고, 합리주의적, 실증주의적 방법론으로 자살의 사회적 유형과 원인을 추출한 연구이다. 자살에 관해 이처럼 방대한 자료를 체계적이고 치밀하며 심층적으로 다룬 연구는 오늘날에도 무척 드물다.
이 책에서 뒤르켐은 자살을 개인적, 심리적 현상으로 규정하지 않고 무엇보다 사회적 조건에 의해 발생하는 측면이 있다고 본다. "개인은 자신을 넘어서는 도덕적 현실에 의해 지배된다. 그것은 집단적 현실이다. (중략) 결혼, 이혼, 가족, 종교, 군대 등은 일정한 법칙에 따라 자살에 영향을 끼치며, 그런 법칙 중 일부는 심지어 수치로 표현할 수도 있다." 따라서 자살은 개인적 동기와 사회적 원인이 상호 작용한 결과로 보아야 한다. 뒤르켐에 따르면, 사회적 환경이 자살의 진정한 원인이고, 자살은 사회적 원인의 개인화라고 정의할 수 있다.
뒤르켐에 따르면, 자살의 사회적 원인은 사회적 연대이다. 사회적 연대는 개인이 자신을 사회에 결속하고 사회에 유대감을 품는 것을 가리키는 사회적 통합과 사회가 개인의 존재, 사고, 행위 등을 규율하고 통제하는 사회적 규제로 나누어진다. 개인이 적절한 수준에서 사회에 결속되어 있지 않거나(사회적 통합), 사회가 적절한 수준에서 개인을 규제하지 않을 때(사회적 규제) 자살이 일어난다. 개인과 사회의 적절치 못한 관계가 자살의 사회적 원인이다.
자살은 사회적 통합 정도에 따라 이기적 자살과 이타적 자살로 나뉜다. 개인이 사회에 너무 약하게 통합되면 이기적 자살이 일어나고, 너무 강하게 통합되면 이타적 자살이 일어난다. 또한 자살은 사회적 규제 정도에 따라 아노미적 자살과 숙명적 자살로 나뉜다. 사회가 개인을 너무 약하게 규제하면 아노미적 자살이 나타나고, 너무 강하게 규제하면 숙명적 자살이 나타난다.
- 이기적 자살: 과도한 개인화로 인한 자살. 사회적 통합이 약해 개인이 극도로 고립(소외)되거나 자신만 구원되기를 바라는 이기심에서 발생하는 자살. 인간이 외로움 등의 이유로 삶에서 더 이상 의미를 찾지 못할 때 일어난다. 개신교 공동체가 가톨릭 공동체보다 개인주의적이며 집단 응집도가 낮아 자살률이 높다.
- 이타적 자살: 과소한 개인화로 인한 자살. 자아의 행위가 추구하는 목표가 자기 자신의 외부에, 즉 자아가 속하는 집단에 있는 상태이다. 개인이 과도하게 사회에 통합되어 있거나 사회적·민족적 연대감·책임감이 강할 때 발생한다. 일반적으로 소속 집단과 사회를 위해 자기 자신을 희생하는 경우에 해당한다. 이타적 자살은 다시 의무적 이타적 자살(예를 들면, 일본 제국의 가미카제), 선택적 이타적 자살(오명을 벗기 위해 또는 명예를 지키기 위한 자살), 신비주의적 이타적 자살(소신공양 같은 종교적 자살)로 나뉜다.
- 아노미적 자살: 개인에 대한 사회의 규율이나 규제가 부재한 상태 또는 그러한 규범이 부재한 상태에서 나타나는 자살이다. 사회의 급격한 변화와 위기 등으로 인한 아노미, 즉 사회의 가치 기준과 규범·윤리관·세계관의 혼돈으로 인한 불확실성 시대에 나타나는 사회적 현상이다.
- 숙명적 자살: 과도한 사회적 규제로 인한 자살이다. 노예제 사회나 독재체제 등에서 압제적 규율에 의해 미래가 무자비하게 봉쇄되고, 욕망이 폭력적으로 억압된 사람들에게서 나타난다. 노예 생활을 더 이상 견딜 수 없어서 하는 자살이나 임신하지 못하는 여성들의 자살 등이 그 예이다.

전통 사회에서는 이타적 자살과 숙명적 자살이 주로 나타나는 반면, 현대사회에서는 사회적 연대의 부재로 인한 이기적 자살과 아노미적 자살이 주로 나타난다. 사회적 연대가 약하기에 현대인들은 흔히 목표 상실로 괴로워하거나 충족될 수 없는 욕망에 괴로워한다. 자칫하면 과도한 개인화로 인해 살아갈 이유를 발견하지 못하는 것이다. "이기적 자살의 경우에는 사고가 완전히 자아의 내면을 향하기 때문에 더 이상 아무런 목표를 갖지 못한다. 아노미적 자살의 경우에는 욕망이 더 이상 한계를 인정하지 않기 때문에 더 이상 아무런 목표를 갖지 못한다. 전자는 꿈의 세계의 무한함 속에서, 그리고 후자는 열망의 무한함 속에서 길을 잃은 것이다."
한마디로 말해서 이기적 자살이 사회에 개인이 통합되지 못하고 완전히 자아의 내면 세계로 도피한 나머지 우울해지거나 꿈의 세계에 사로잡히거나 울적한 번민에 빠짐으로써 일어난다면, 아노미적 자살은 개인이 결코 충족될 수 없는 무한한 열망에 사로잡혀 끊임없이 도달할 수 없는 것을 찾아 헤맨 나머지 삶의 확고한 축과 진정한 의미를 잃어버리고 피로, 환멸, 좌절을 느끼게 됨으로써 일어난다. 둘 사이에는 밀접한 관련이 있다. 무한 욕망에 사로잡힌 사람이 한계에 부닥치면 자신의 내면세계로 도피하고, 거기서도 욕망을 달랠 수 없으면 다시 외부로 달아나서 더욱 심화한 불안, 초조 등에 시달리는 상황에 처하기 때문이다. 둘은 서로 뒤엉켜 더 나쁜 쪽으로 서로를 끌어들인다.

### 행동 중심 도덕 교육
『도덕 교육』은 1902~1903년 뒤르켐이 소르본 대학에서 강의한 '도덕과 교육'의 내용을 사후에 정리해 출간한 것이다. 이 책에서 말하는 도덕 교육이란 초등학교에서 교사들이 아동들에게 세속적이고 합리적인, 즉 전적으로 이성의 권위에 근거하는 도덕성을 교육하는 일련의 제도적 행위이자 과정을 말한다. 도덕성은 규율의 정신, 사회 집단에 대한 결속, 의지의 자율성이라는 세 가지 요소로 구성되고, 도덕 교육의 목표는 세속화한 시대가 가져온 아노미와 이기주의의 만연으로 인한 집합적 규율과 이상의 부재에 맞서서 이 세 가지 도덕성을 함양하는 일이다.
뒤르켐은 개인이 도덕을 내면화하고 사회 구성원으로 입문하는 것을 '도덕의 사회화'라고 불렀다. 뒤르켐에 따르면, 도덕 교육의 목적은 단순히 규칙을 지키도록 세뇌하는 것이 아니라 도덕적 생활을 할 수 있는 근본적 성향(도덕성)을 함양하는 것이다. 뒤르켐은 도덕성이 3단계에 거쳐 형성된다고 보았다.
- 규율의 정신 : 도덕은 명령하는 또는 금지하는 규율이다. 도덕적 규율은 아노미에 저항해서 인간 행위를 규제한다. 이것이 바로 규율의 정신이다.[15] 행위를 규칙적, 반복적으로 규율에 따르며, 사회적 규율에는 권위가 있고 구성원은 따라야 하는 의무가 있음을 인정하는 상태이다.
- 사회 집단에 대한 결속 : 도덕은 사회가 시작하는 곳에서 시작한다. 어떤 행위가 도덕적이 되려면 사회적 목표나 가치 또는 이상을 추구해야 한다. 이를 받아들이는 것이 사회 집단에 대한 결속이다.[16] 이기주의를 넘어서서 사회 집단에서 타인과 어울리고 조화롭게 어울려 살기를 지향하는 상태를 가리킨다. 규범을 지키는 것은 이를 위한 것이다. 이타주의와 공감 능력 등이 이로부터 나타난다.
- 의지의 자율성 : 개인이 자유의지에 따라, 즉 자발적으로 도덕적 규칙에 동의하고 행위하는 것이다. 개인이 도덕 규범의 필요성을 스스로 깨닫고, 이를 합리적으로 이해해서 따르는 상태를 가리킨다.

### 사회 질서의 문제
마르크스가 실천에 직결되는 이론을 연구하여 당시에 사회를 근본적으로 변혁하려고 한 것과 대조적으로 뒤르켐은 사회에 관한 과학적 이해에 근거하여 사회질서를 확립하고 사회적 연대를 강화하는 데 주된 관심이 있었다.
- 홉스 : 절대권력의 옹호, 만인에 대한 만인의 투쟁의 혼란을 극복하는 방안은 리바이어던으로 상징되는 강력한 국가권력에 대한 복종
- 콩트 : 도덕적 합의를 강조하기는 하였으나 권위의 집중, 즉 홉스적 해결방산에 대해서 기본적으로 지지
- 공리주의 : 사적이익의 추구, 개인의 사적 이익 추구는 보이지 않는 손의 조화에 의해 사회 전체의 공익과 일치되어 최대다수의 최대행복이 실현됨.
- 뒤르켐 : 사회적 도덕률을 내면화시켜 이에 동조할 수 있는 사회적 본성을 일깨움으로써 질서의 문제를 해결할 수 있음. 초기에는 주로 사회적 사실의 외재성과 강제성에 관심을 집중하였으나, 후기의 종교연구에서 사회규범의 내면화를 통한 자발적인 동기유발에 관심을 기울였다.

### 종교 생활의 원초적 형태
《종교 생활의 원초적 형태》는 사회 통합의 접착제였던 종교의 권위가 허물어진 혼란의 시기에 사회 질서를 유지할 수 있는 메커니즘이 무엇인가 탐구할 목적으로 종교의 기원을 인류학적으로 분석한 책이다.
자연계에 그 어떠한 사물도 본래 신성하거나 세속적인 것은 없다. 초자연적 표상 체계를 예찬하는 종교 의식을 통해서 집합 의식을 내면화하여 사회 통합이 강화된다. 카리스마 지도자가 사회를 인도하고 통치하는 데 사용하였다. 요컨대 종교의 본질은 사회적 산물이며 개인은 종교적 실천을 통하여 집합 의식을 내면화하여 소속 집단 혹은 사회에 통합되는 것이다.
종교가 사회에서 수행하는 기능적 역할에 대하여 강조한다.
- 종교란 신성한 것(the sacred; 초자연적 신 아님)에 대한 신념과 의례의 통합된 체계. 애초에 종교는 사회에 대한 숭배이다.

- 종교(토테미즘)는 가장 원초적인 사회 제도이며 가장 강력한 집합 의식(collective consciousness)을, 때로는 집단적 열광을 공급한다.

- 사회의 분화와 더불어 종교는 덜 중요해졌으며 대신 과학과 “개인 숭배”가 부상한다. 현대적 종교는 인간의 존엄과 가치.

- 종교는 사회생활의 기초적 범주를 제공했다. 예 : 시간과 달력, 따라서 인간 오성의 기원은 사회이다.